# Adele Goldberg (datavetare)
Adele Goldberg, född 7 juli 1945, är en datavetare som deltog i utvecklandet av programmeringsspråket Smalltalk-80 och olika begrepp relaterade till objektorienterad programmering, medan hon arbetade som forskare vid Xerox Palo Alto Research Center (PARC), på 1970-talet.

## Biografi
Goldberg föddes i Cleveland, Ohio och växte upp i Chicago, Illinois. Hon fick sin kandidatexamen i matematik vid University of Michigan i Ann Arbor, och en masterexamen i informationsvetenskap från University of Chicago. Hon erhöll sin fil.dr. i informationsvetenskap från University of Chicago 1973. Hon färdigställde sin avhandling "Computer-Assisted Instruction: The Application of Theorem-proving to Adaptive Response Analysis" medan hon arbetade som forskarassistent vid Stanford University. Hon var även gästforskare vid Stanford University.
Goldberg började arbeta på PARC 1973 som laboratorie- och forskarassistent och blev så småningom chef för det System Concepts Laboratory där hon, Alan Kay, och andra utvecklade Smalltalk-80 samt en objektorienterad strategi för Simula 67 och införde en programmeringsmiljö för överlappande fönster på grafiska display-skärmar. Smalltalks innovativa format var enklare att använda, samtidigt som det var anpassningsbart och objekt kunde lätt överföras mellan program. Goldberg och Kay var också involverade i utvecklingen av mallar, föregångare till designmönster som ofta används i mjukvarudesign.
Tillsammans med Kay skrev hon en inflytelserik artikel "Personal Dynamic Media", som förutspådde en värld där vanliga människor skulle använda bärbara datorer för att utbyta, modifiera och vidaredistribuera personliga medier. Denna artikel beskriver visionen för Dynabook.
Hon verkade som president för Association for Computing Machinery (ACM) från 1984 till 1986 och tillsammans med Alan Kay och Dan Ingalls fick ACM Programvara och System Award 1987 och var även med i Forbes "Twenty Who Matter". Hon fick också PC Magazine's Lifetime Achievement Award 1996. 1994 blev hon invald som Fellow av Association for Computing Machinery.
Många av de begrepp som utvecklats av Goldberg och hennes team på PARC blev grunden för det grafiskt baserade användargränssnitt, som ersatte det tidigare kommandoradsbaserade systemet. Enligt Goldberg krävde Steve Jobs en demonstration i Smalltalksystemet, vilket hon vägrade att ge honom. Hennes överordnade beordrade henne att göra det, hon gav sig och var nöjd med beslutet om att "give away the kitchen sink" till Jobs och hans team då det var deras ansvar. Apple använde så småningom många av idéerna i Alto och i deras implementationer som underlag för Apples Macintosh skrivbordsmiljö.
Goldberg lämnade PARC 1988 för att vara med och starta ParcPlace System, ett företag som skapat utvecklingsverktyg för Smalltalk-baserade applikationer. Hon hade positionen som ParcPlace Systems ordförande och VD tills sammanslagningen med Digitalk 1995.
År 1999 var Goldberg med och startade internetleverantören Neometron, Inc. i Palo Alto, Kalifornien. Hon arbetar även på Bullitics. Samtidigt fortsätter Goldberg att driva sitt intresse för utbildning genom att utveckla datavetenskapkurser på community college i USA och i skolor utomlands. I samma anda är hon styrelseledamot och rådgivare på Cognito Lärande Media, en leverantör av programvara för multimedia för utbildning i naturvetenskap.
På The Computer History Museum finns en samling av Goldbergs arbete som inkluderar dokument, rapporter, publikationer och videoband som skapades i samband med hennes arbete med utvecklingen av Smalltalk.

## Valda publikationer
- Smalltalk-80 : the language and its implementation (med David Robson), Addison-Wesley, 1983, ISBN 0-201-11371-6 (kallas den blå boken av Smalltalk-personer)
- Smalltalk-80 : the interactive programming environment , Addison-Wesley, 1984, ISBN 0-201-11372-4 (den orange boken)
- Smalltalk-80 : the language (med David Robson), Addison-Wesley, 1989, ISBN 0-201-13688-0 (den lila boken, en översyn av den blå boken)